# FDA contro Brown & Williamson Tobacco Corp.
Il processo noto come FDA contro Brown & Williamson Tobacco Corp., 529 U.S. 120 (2000), è un importante caso della Corte suprema degli Stati Uniti d'America che ha costituito un'importante pietra miliare nello sviluppo del diritto amministrativo degli Stati Uniti d'America. Come esito di tale processo, il 21 marzo 2000 la Corte suprema sentenziò che la legge denominata Food, Drug, and Cosmetic Act non dava alla Food and Drug Administration (FDA) l'autorità per regolamentare i prodotti del tabacco come "drugs" o "devices", ossia come "medicinali" o "apparecchiature" (medicali). Tale sentenza fu in seguito resa obsoleta dalla legge denominata Family Smoking Prevention and Tobacco Control Act, che garantì invece espressamente alla FDA l'autorità per regolamentare tali prodotti.

## Principio legale
Nel diritto amministrativo degli Stati Uniti d'America, quando il Congresso crea un'agenzia governativa, lo fa promulgando uno statuto, chiamato "statuto organico", nel quale vengono definiti poteri e responsabilità di tale agenzia. Laddove il Congresso neghi ripetutamente a un'agenzia il potere di regolamentare una specifica area e sviluppi uno schema regolatorio per tale settore esterno al controllo dell'agenzia, allora l'agenzia non può esercitare alcun potere su quella specifica area.
 
L'approccio tenuto in questo caso si equilibra con quello tenuto nella sentenza US v. Southwestern Cable Co.. Infatti, se quest'ultima sentenza permetteva a un'agenzia di regolamentare aree non esplicitamente contemplate nello statuto quando ciò si fosse reso necessario per raggiungere lo scopo dell'agenzia anche quando gli sforzi legislativi per ottenere tale autorità fossero stati vani, la sentenza "FDA" stabilì che un'agenzia non poteva regolamentare aree per cui il Congresso aveva già sviluppato uno schema legale separato. 

## Fatti e posizione procedurale
Asserendo che la nicotina ricadesse all'interno della categoria dei medicinali e che le sigarette e i prodotti del tabacco senza fumo, come ad esempio il tabacco da masticare, fossero quindi "strumenti" utilizzati per far entrare la nicotina nel corpo, la Food and Drug Administration (FDA) sosteneva di poter esercitare la propria autorità su tali prodotti avvalendosi della Food, Drug, and Cosmetic Act, una serie di leggi emanate a partire dal 1938 dal Congresso statunitense che dava appunto alla FDA l'autorità di sorvegliare la sicurezza di cibo, medicinali, apparecchiature medicali e cosmetici.
 Dall'altro lato, le compagnie del tabacco, tra le quali la Brown & Williamson e la Philip Morris Companies Inc., si opposero a una tale interpretazione della legge.
Tra le altre cose, come prova a sostegno della propria tesi, la FDA portò lo sviluppo del tabacco Y1 che era stato portato avanti alla fine degli anni 1970 dalla Brown & Williamson (B&W). A seguito di un'indagine dell'FDA iniziata agli inizi degli anni 1990 volta ad appurare se i livelli di nicotina dei prodotti fossero stati intenzionalmente manipolati dalle aziende del tabacco al fine di aumentare la dipendenza dei consumatori, l'agenzia, al comando del Commissario David Kessler, scoprì che in un brevetto registrato in Brasile si parlava di una pianta di tabacco dal contenuto di nicotina eccezionalmente alto, e ciò li condusse proprio alla B&W e all'Y1. In seguito a questo e al prosieguo dell'indagine, la FDA tentò quindi di esercitare la propria autorità sui prodotti del tabacco, in ragione del fatto che, come Kessler sostenne in tribunale, poiché l'Y1 era stato sviluppato e coltivato per i suoi eccezionali livelli di nicotina, esso era soggetto alla regolamentazione della FDA per i prodotti farmaceutici e che quindi la sua importazione e la sua vendita negli Stati Uniti d'America senza un'opportuna approvazione da parte della FDA erano illegali.
Il primo processo, che vide schierate da una parte la FDA e dall'altro quattro aziende del tabacco - le già citate Brown and Williamson Tobacco Corporation e Philip Morris Companies, la Lorillard Tobacco Company e la United States Tobacco Company - assieme alla National Association of Convenience Stores, iniziò nel 1996 e terminò nel 1997 quando il giudice William L. Osteen Sr. della Corte federale distrettuale di Greensboro, in Carolina del Nord, sentenziò che l'agenzia avesse la giurisdizione sul controllo dell'accesso alle sigarette e ai prodotti del tabacco da parte dei minorenni, ma negò che essa potesse regolamentare le restrizioni sulle pubblicità e sulle sponsorizzazioni delle industrie del tabacco. In seguito, nell'agosto del 1998, una sentenza della Corte d'appello degli Stati Uniti d'America per il quarto circuito, di Richmond, in Virginia, ribaltò la precedente sentenza, ponendosi del tutto a favore delle aziende del tabacco.
Si arrivò così, il 1º dicembre 1999, alla Corte suprema statunitense, che infine, il 21 marzo 2000, deliberò a favore delle compagnie tabacco, confermando la precedente sentenza e giudicando che la FDA non avesse il potere di promuovere e porre in essere le regolamentazioni in questione.

La Corte suprema motivò la propria sentenza, passata per 5 voti contro 4, sostenendo che, poiché dopo la Food, Drug, and Cosmetic Act (FDCA), il Congresso aveva promulgato tutta un'altra serie di leggi volte a regolamentare espressamente i prodotti del tabacco e che l'FDA non aveva mai esercitato alcun controllo su tali prodotti, allora era evidente che il Congresso, con la FDCA, non aveva avuto alcuna intenzione di dare all'FDA il potere di regolamentare i prodotti del tabacco; di conseguenza, ogni regolamentazione tentata dall'FDA in quell'area era da ritenersi invalida.

## Sviluppi seguenti
La suddetta decisione della Corte suprema fu di fatto annullata dalla promulgazione, nel 2009, del Family Smoking Prevention and Tobacco Control Act, con cui il Congresso diede alla FDA l'autorità di regolamentare l'industria del tabacco e di controllare il livello di nicotina nelle sigarette.